# Genis Grau
Genis Grau (1994) es un deportista español que compite en triatlón y duatlón. Ganó una medalla de plata en el Campeonato Europeo de Duatlón de 2021.

## Palmarés internacional
| Campeonato Europeo | Campeonato Europeo    | Campeonato Europeo | Campeonato Europeo |
| Año                | Lugar                 | Medalla            | Prueba             |
| ------------------ | --------------------- | ------------------ | ------------------ |
| 2021               | Târgu Mureș (Rumania) | Medalla de plata   | Individual         |